# Chileense parlementsverkiezingen 1876
De Chileense parlementsverkiezingen van 1876 resulteerden in een overwinning voor de centrumrechtse partijen, Partido Conservador (PCon) en Partido Nacional in de Kamer van Afgevaardigden, terwijl de Alianza Liberal, een combinatie van liberale partijen, de grootste werd in de Senaat.
| Kamer van Afgevaardigden | Kamer van Afgevaardigden | Kamer van Afgevaardigden |
| Coalitie                 | Coalitie                 | Zetels                   |
| ------------------------ | ------------------------ | ------------------------ |
|                          | Conservador/Nacional     | 65                       |
|                          | Alianza Liberal          | 43                       |
| Totaal                   | Totaal                   | 108                      |

| Senaat   | Senaat               | Senaat |
| Coalitie | Coalitie             | Zetels |
| -------- | -------------------- | ------ |
|          | Alianza Liberal      | 21     |
|          | Conservador/Nacional | 17     |
| Totaal   | Totaal               | 38     |

Bron: Julio Heise González, El período parlamentario 1861-1925, 1982